# Boonsboro
Boonsboro és una població dels Estats Units a l'estat de Maryland. Segons el cens del 2008 tenia 3.399 habitants.

## Demografia
Segons el cens del 2000, Boonsboro tenia 2.803 habitants, 1.068 habitatges, i 723 famílies. La densitat de població era de 716,7 habitants per km².
Dels 1.068 habitatges en un 34,5% hi vivien nens de menys de 18 anys, en un 52,2% hi vivien parelles casades, en un 11,8% dones solteres, i en un 32,3% no eren unitats familiars. En el 27,2% dels habitatges hi vivien persones soles el 15,4% de les quals corresponia a persones de 65 anys o més que vivien soles. El nombre mitjà de persones vivint en cada habitatge era de 2,47 i el nombre mitjà de persones que vivien en cada família era de 3,04.
Per edats la població es repartia de la següent manera: un 25,5% tenia menys de 18 anys, un 5,9% entre 18 i 24, un 28,4% entre 25 i 44, un 20,3% de 45 a 60 i un 19,9% 65 anys o més.
L'edat mediana era de 40 anys. Per cada 100 dones de 18 o més anys hi havia 76,5 homes.
La renda mediana per habitatge era de 40.476$ i la renda mediana per família de 48.155$. Els homes tenien una renda mediana de 37.683$ mentre que les dones 25.673$. La renda per capita de la població era de 19.430$. Entorn del 7,8% de les famílies i el 7,9% de la població estaven per davall del llindar de pobresa.

## Poblacions més properes
El següent diagrama mostra les poblacions més properes.